# Ruth Goller
Ruth Goller (* um 1981 in Brixen) ist eine italienische Fusionmusikerin (E-Bass, Kontrabass, auch Gesang, Komposition).

## Leben und Wirken
Goller lernte als Kind Klavier und Geige. Als Jugendliche spielte sie mit Mitschülerinnen in einer Punkband, wo sie von der Gitarre zum E-Bass wechselte. Nach der Matura zog sie 1999 nach London. Nach einem Probejahr in London, in dem sie täglich von morgens bis abends übte, studierte sie an der Middlesex University.
Ab 2007 gehörte Goller zu der Londoner Jazzpunk-Band Electric Ladyland. 2012 gründete sie mit Pete Wareham, Shabaka Hutchings, Tom Skinner Kushal Gaya und Satin Singh die Band Melt Yourself Down, die ein Jahr später ihr gleichnamiges Debütalbum veröffentlichte, dem weitere Alben folgten, 2022 Pray for Me I Don’t Fit In. Zur selben Zeit entstand mit dem Gitarristen Moss Freed, dem Saxophonisten Chris Williams und Schlagzeuger Finlay Panter die Gruppe Let Spin, die in dieser Besetzung bis 2023 vier Alben vorlegte. Mit Bex Burch gründete sie das Projekt Vula Viel, das seit 2015 drei Alben veröffentlichte. Weiterhin begleitete sie Rokia Traoré, Sam Amidon, Patrick Walden und Sarah Gillespie.
Goller gründete 2010 ihr Trio Small Cat/Big Cat, zu dem der Pianist Kit Downes und der Schlagzeuger Joshua Morrison gehörten. 2021 erschien unter ihrem Namen das Album Skylla, bei dem sie Lauren Kinsella und Alice Grant unterstützten, und das sie auch international, auf den Leipziger Jazztagen und bei der Cologne Jazzweek, vorstellte. 2024 folgte ihr Album Skyllumina, bei dem sie in unterschiedlichen Duo- und Triokonstellationen mit verschiedenen Perkussionisten zusammenarbeitete. Sie ist auch auf Alben mit Bojan Z., Tori Handsley Champagne Dub, Metamorphic, Moss Project, The Golden Age of Steam, Cara Stacey, Laura Jurd (The Big Friendly Album), Chris Montague (Warmer Than Blood) und Damian Dalla Torre zu hören.
Goller war mit Kit Downes verheiratet.

## Diskographische Hinweise
- Skylla  (Vula Viel Records 2021, mit Lauren Kinsella, Alice Grant)[4]
- Skyllumina (International Anthem 2024)